# Valverde de Alcalá
Valverde de Alcalá là một đô thị trong Cộng đồng Madrid, Tây Ban Nha. Đô thị Valverde de Alcalá có diện tích km², dân số theo điều tra năm 2010 của Viện thống kê quốc gia Tây Ban Nha là người. Đô thị Valverde de Alcalá nằm ở khu vực có độ cao 723 mét trên mực nước biển.